# Trina Solar
Trina Solar Company Limited — китайская фотоэлектрическая компания, третий по величине производителей солнечных панелей (модулей) в мире после Jinko Solar и JA Solar. Основана в 1997 году, штаб-квартира расположена в Чанчжоу (провинция Цзянсу). Контрольный пакет акций Trina Solar принадлежит одному из богатейших миллиардеров Китая Гао Цзифаню.
Входит в состав Суперлиги кремниевых модулей (наряду с такими производителями, как Jinko Solar, JA Solar, Canadian Solar и Hanwha Q Cells).

## История
Компанию Trina Solar основали в 1997 году китайские предприниматели из города Чанчжоу Гао Цзифань и Гао Цзицин. В 2019 году Trina Solar поставила солнечные модули общей мощностью 9,7 ГВт, заняв третье место в мире после Jinko Solar и JA Solar. В июне 2020 года Trina Solar вышла на инновационную площадку STAR Market Шанхайской фондовой биржи.
В 2021 году Trina Solar поставила солнечные модули общей мощностью 24,8 ГВт, а по объёму выручки (44,34 млрд юаней) опередила своих главных конкурентов на китайском и глобальном рынках — JA Solar (41,3 млрд юаней) и Jinko Solar (40,57 млрд юаней).

## Продукция
Trina Solar производит поликристаллические кремниевые слитки, монокристаллические кремниевые стержни, полупроводниковые пластины, монокристаллические и мультикристаллические солнечные панели для электростанций, жилых и коммерческих зданий, фотоэлементы, различное энергетическое оборудование (в том числе системы хранения энергии и системы наклона панелей), трекеры (приборы для отслеживания солнечных лучей), оказывает услуги в сфере строительства станций, интернета вещей и облачных платформ для энергетических компаний (в том числе мониторинг климатических условий и аккумуляторных батарей, хранение больших данных).
Основными рынками сбыта Trina Solar являются Китай, Япония, Южная Корея, Вьетнам, Сингапур, Индия, ОАЭ, Иордания, Испания, Франция, Италия, Греция, Германия, Великобритания, США, Мексика, Колумбия, Бразилия, Чили и Австралия. По итогам 2021 года 38,4 % продаж Trina Solar пришлись на Китай, 20,5 % — на Европу, 10,8 % — на США и 4,1 % — на Японию.

## Структура
Производственные предприятия Trina Solar расположены в Китае (Чанчжоу, Яньчэн, Суцянь, Цзиньхуа), Вьетнаме и Таиланде. Также в состав Trina Solar входит Государственная ключевая научно-технологическая лаборатория фотовольтаики, аккредитованная Министерством науки и технологий Китая.

### Дочерние компании
- Trina Solar (солнечные панели)
- Trina Tracker (трекеры и системы наклона)
- Trina Tracker Cloud (облачные услуги)
- Trina Pro (обслуживание солнечных электростанций)
- Trina Storage (аккумуляторы)
- Trina Solar Science & Technology
- Trina Smart Energy Investment
- Trina Solar Global Merger & Acquisition
- Jiangsu Trina Photovoltaic Power Development
- Jiangsu Trina Solar Electric Power Development
- Changzhou Changhe New Energy
- Xiangshui Hengneng Electricity Generation
- Solland Solar Energy

## Акционеры
Крупнейшими институциональными инвесторами Trina Solar являются Xingyin Growth Capital Management (26,5 %), Jiangsu Suishou Information Technology (7,95 %), Beijing Bangda Runtong Investment Consulting (6,75 %), Liuan Xinshi Asset Management (6,62 %), Shanghai Hanjing Energy Technology (6,34 %), GF Fund Management (4,93 %), Shenzhen Guangliwei Investment (4,5 %) и China Asset Management (2,3 %).